# حديقة مار نقولا
حديقة مار نقولا أو حديقة سانت نيكولاس هي إحدى الحدائق العامة في العاصمة اللبنانية بيروت. في 12 حزيران 2014 أطلقت بلدية بيروت أعمال تأهيل الحديقة بالتعاون مع السفارة الفرنسية وجامعة القديس يوسف.

## الموقع
تقع في جادة شارل مالك قبالة كنيسة سانت نيكولاس وبالتحديد بين جسر فؤاد شهاب ومنطقة الأشرفية. وقد سميت تيمناً بالقديس نقولا.

## مساحتها ووصفها
تبلغ مساحتها حوالي 2,200 مترا مربعا، وقد افتتحت في العام 1964، تحوي على بركة مياه مستطيلة الشكل في الوسط وبلاط من الفسيفساء الملون وتمثال في أحد جوانبها.

تتوزع في هذه الحديقة عشر مقاعد في شكلٍ مائل قبالة سياج من الشجيرات عند جهتي بركة المياه، وفيها مرافق صحية وأماكن للعب الأطفال.